# تصفيات بطولة أمم أوروبا 2008 المجموعة ر
في المجموعة الخامسة من دوري التأهل لكأس الأمم الأوروبية 2008، ضمنت كرواتيا التأهل إلى النهائيات في 17 نوفمبر 2007 بعد فوز إسرائيل 2-1 على روسيا، ليصبح الفريق السابع في كامل مرحلة التأهيل للقيام بذلك. حصلت روسيا على التأهل لنهائيات البطولة في 21 نوفمبر 2007 بعد الفوز 1-0 على أندورا، وفازت كرواتيا 3-2 على إنجلترا، ليصبح الفريق الرابع عشر والأخير في كل مرحلة التأهيل للقيام بذلك.

## الترتيب
| م | الفريق  | لعب | ف | ت | خ  | أ.له | أ.ع | أ.ف | نقاط | التأهل                    |     |     |     |     |     |     |     |     |
| - | ------- | --- | - | - | -- | ---- | --- | --- | ---- | ------------------------- | --- | --- | --- | --- | --- | --- | --- | --- |
| 1 | كرواتيا | 12  | 9 | 2 | 1  | 28   | 8   | +20 | 29   | تأهل إلى البطولة النهائية |     | —   | 0–0 | 2–0 | 1–0 | 2–1 | 2–0 | 7–0 |
| 2 | روسيا   | 12  | 7 | 3 | 2  | 18   | 7   | +11 | 24   | تأهل إلى البطولة النهائية |     | 0–0 | —   | 2–1 | 1–1 | 3–0 | 2–0 | 4–0 |
| 3 | إنجلترا | 12  | 7 | 2 | 3  | 24   | 7   | +17 | 23   |                           |     | 2–3 | 3–0 | —   | 3–0 | 0–0 | 3–0 | 5–0 |
| 4 | إسرائيل | 12  | 7 | 2 | 3  | 20   | 12  | +8  | 23   |                           | 3–4 | 2–1 | 0–0 | —   | 1–0 | 4–0 | 4–1 |     |
| 5 | مقدونيا | 12  | 4 | 2 | 6  | 12   | 12  | 0   | 14   |                           | 2–0 | 0–2 | 0–1 | 1–2 | —   | 1–1 | 3–0 |     |
| 6 | إستونيا | 12  | 2 | 1 | 9  | 5    | 21  | −16 | 7    |                           | 0–1 | 0–2 | 0–3 | 0–1 | 0–1 | —   | 2–1 |     |
| 7 | أندورا  | 12  | 0 | 0 | 12 | 2    | 42  | −40 | 0    |                           | 0–6 | 0–1 | 0–3 | 0–2 | 0–3 | 0–2 | —   |     |

## المباريات
تم التفاوض على مباريات المجموعة ر في اجتماع بين المشاركين في نيون، سويسرا، في 3 مارس 2006.
| إستونيا | 0–1   | مقدونيا           |
| ------- | ----- | ----------------- |
|         | تقرير | غوسي سيدلوسكي 73' |

| إنجلترا                                                       | 5–0   | أندورا |
| ------------------------------------------------------------- | ----- | ------ |
| بيتر كراوتش 5'، 66' · ستيفن جيرارد 13' · جيرمين ديفو 38'، 47' | تقرير |        |

| إستونيا | 0–1   | إسرائيل            |
| ------- | ----- | ------------------ |
|         | تقرير | روبيرتو كولاوتي 8' |

| روسيا | 0–0   | كرواتيا |
| ----- | ----- | ------- |
|       | تقرير |         |

| إسرائيل                                                                         | 4–1   | أندورا                           |
| ------------------------------------------------------------------------------- | ----- | -------------------------------- |
| يوسي بنايون 9' · أوميت بن شوشان 11' · شيمون كيرشون 43' (ركلة.) · توتو تاموز 69' | تقرير | خولي فرنانديز (لاعب كرة قدم) 84' |

| مقدونيا | 0–1   | إنجلترا         |
| ------- | ----- | --------------- |
|         | تقرير | بيتر كراوتش 46' |

| روسيا            | 1–1   | إسرائيل            |
| ---------------- | ----- | ------------------ |
| أندري أرشافين 5' | تقرير | أوميت بن شوشان 84' |

| إنجلترا | 0–0   | مقدونيا |
| ------- | ----- | ------- |
|         | تقرير |         |

| كرواتيا                                                                                      | 7–0   | أندورا |
| -------------------------------------------------------------------------------------------- | ----- | ------ |
| ملادن بيتريتش 12'، 37'، 48'، 50' · إيفان كلاسنيتش 58' · بوسكو بالابان 62' · لوكا مودريتش 83' | تقرير |        |

| أندورا | 0–3   | مقدونيا                                                       |
| ------ | ----- | ------------------------------------------------------------- |
|        | تقرير | غوران بانديف 13' · نيكولتشي نوفيسكي 16' · إيلتشو ناوموسكي 31' |

| روسيا                                   | 2–0   | إستونيا |
| --------------------------------------- | ----- | ------- |
| بافل بوغريبنياك 78' · دميتري سيتشيف 90' | تقرير |         |

| كرواتيا                                      | 2–0   | إنجلترا |
| -------------------------------------------- | ----- | ------- |
| إدواردو دا سيلفا 61' · غاري نيفيل 68' (ه.ذ.) | تقرير |         |

| مقدونيا | 0–2   | روسيا                                    |
| ------- | ----- | ---------------------------------------- |
|         | تقرير | فلاديمير بيستروف 18' · أندري أرشافين 32' |

| إسرائيل                                   | 3–4   | كرواتيا                                                 |
| ----------------------------------------- | ----- | ------------------------------------------------------- |
| روبيرتو كولاوتي 8'، 89' · يوسي بنايون 68' | تقرير | داريو سرنا 35' (ركلة.) · إدواردو دا سيلفا 39'، 54'، 72' |

| إستونيا | 0–2   | روسيا                                        |
| ------- | ----- | -------------------------------------------- |
|         | تقرير | فلاديمير بيستروف 66' · ألكساندر كيرجاكوف 78' |

| إسرائيل | 0–0   | إنجلترا |
| ------- | ----- | ------- |
|         | تقرير |         |

| كرواتيا                               | 2–1   | مقدونيا           |
| ------------------------------------- | ----- | ----------------- |
| داريو سرنا 58' · إدواردو دا سيلفا 88' | تقرير | غوسي سيدلوسكي 36' |

| إسرائيل                                              | 4–0   | إستونيا |
| ---------------------------------------------------- | ----- | ------- |
| أدان تال 19' · روبيرتو كولاوتي 29' · بن سحر 77'، 80' | تقرير |         |

| أندورا | 0–3   | إنجلترا                                    |
| ------ | ----- | ------------------------------------------ |
|        | تقرير | ستيفن جيرارد 54'، 76' · ديفيد نوغينت 90+2' |

| إستونيا | 0–1   | كرواتيا              |
| ------- | ----- | -------------------- |
|         | تقرير | إدواردو دا سيلفا 32' |

| روسيا                                              | 4–0   | أندورا |
| -------------------------------------------------- | ----- | ------ |
| ألكساندر كيرجاكوف 8'، 16'، 49' · دميتري سيتشيف 71' | تقرير |        |

| مقدونيا         | 1–2   | إسرائيل                            |
| --------------- | ----- | ---------------------------------- |
| أكو ستويكوف 13' | تقرير | Yitzhaki 11' · روبيرتو كولاوتي 44' |

| أندورا | 0–2   | إسرائيل                              |
| ------ | ----- | ------------------------------------ |
|        | تقرير | توتو تاموز 37' · روبيرتو كولاوتي 53' |

| كرواتيا | 0–0   | روسيا |
| ------- | ----- | ----- |
|         | تقرير |       |

| إستونيا | 0–3   | إنجلترا                                       |
| ------- | ----- | --------------------------------------------- |
|         | تقرير | جو كول 37' · بيتر كراوتش 54' · مايكل أوين 62' |

| إستونيا                                   | 2–1   | أندورا    |
| ----------------------------------------- | ----- | --------- |
| رايو بييرويا 34' · ايندريك زيلينسكي 90+2' | تقرير | Silva 87' |

| روسيا                                                            | 3–0   | مقدونيا |
| ---------------------------------------------------------------- | ----- | ------- |
| فاسيلي بيريزوتسكي 8' · أندري أرشافين 84' · ألكساندر كيرجاكوف 88' | تقرير |         |

| إنجلترا                                                   | 3–0   | إسرائيل |
| --------------------------------------------------------- | ----- | ------- |
| شون رايت فيليبس 20' · مايكل أوين 49' · ميكاه ريتشاردز 66' | تقرير |         |

| كرواتيا                     | 2–0   | إستونيا |
| --------------------------- | ----- | ------- |
| إدواردو دا سيلفا 39'، 45+1' | تقرير |         |

| أندورا | 0–6   | كرواتيا                                                                                                  |
| ------ | ----- | --- |
|        | تقرير | داريو سرنا 34' · ملادن بيتريتش 38'، 44' · نيكو كرانيتشار 49' · إدواردو دا سيلفا 55' · إيفان راكيتيتش 64' |

| مقدونيا    | 1–1   | إستونيا          |
| ---------- | ----- | ---------------- |
| Maznov 30' | تقرير | رايو بييرويا 17' |

| إنجلترا                               | 3–0   | روسيا |
| ------------------------------------- | ----- | ----- |
| مايكل أوين 7'، 31' · ريو فرديناند 84' | تقرير |       |

| إنجلترا                                               | 3–0   | إستونيا |
| ----------------------------------------------------- | ----- | ------- |
| شون رايت فيليبس 11' · واين روني 32' · Rähn 33' (ه.ذ.) | تقرير |         |

| كرواتيا              | 1–0   | إسرائيل |
| -------------------- | ----- | ------- |
| إدواردو دا سيلفا 52' | تقرير |         |

| روسيا                               | 2–1   | إنجلترا       |
| ----------------------------------- | ----- | ------------- |
| رومان بافليوتشينكو 69' (ركلة.)، 73' | تقرير | واين روني 29' |

| مقدونيا                                                    | 3–0   | أندورا |
| ---------------------------------------------------------- | ----- | ------ |
| إيلتشو ناوموسكي 30' · غوسي سيدلوسكي 44' · غوران بانديف 59' | تقرير |        |

| أندورا | 0–2   | إستونيا                           |
| ------ | ----- | --------------------------------- |
|        | تقرير | أندريس أوبر 31' · جويل ليندبر 60' |

| إسرائيل                              | 2–1   | روسيا                     |
| ------------------------------------ | ----- | ------------------------- |
| إيليانوف باردا 10' · عمر غولان 90+2' | تقرير | دينييار بيلياليتدينوف 61' |

| مقدونيا                          | 2–0   | كرواتيا |
| -------------------------------- | ----- | ------- |
| Maznov 71' · إيلتشو ناوموسكي 83' | تقرير |         |

| إسرائيل            | 1–0   | مقدونيا |
| ------------------ | ----- | ------- |
| إيليانوف باردا 35' | تقرير |         |

| أندورا | 0–1   | روسيا             |
| ------ | ----- | ----------------- |
|        | تقرير | دميتري سيتشيف 39' |

| إنجلترا                                     | 2–3   | كرواتيا                                                   |
| ------------------------------------------- | ----- | --------------------------------------------------------- |
| فرانك لامبارد 56' (ركلة.) · بيتر كراوتش 65' | تقرير | نيكو كرانيتشار 8' · إيفيكا أوليتش 14' · ملادن بيتريتش 77' |

## الهدافين
| الترتيب | اللاعب            | الدولة  | الأهداف |
| ------- | ----------------- | ------- | ------- |
| 1       | إدواردو دا سيلفا  | كرواتيا | 10      |
| 2       | ملادن بيتريتش     | كرواتيا | 7       |
| 3       | روبيرتو كولاوتي   | إسرائيل | 6       |
| 4       | بيتر كراوتش       | إنجلترا | 5       |
| 4       | ألكساندر كيرجاكوف | روسيا   | 5       |
| 6       | مايكل أوين        | إنجلترا | 4       |
| 7       | أندري أرشافين     | روسيا   | 3       |
| 7       | ستيفن جيرارد      | إنجلترا | 3       |
| 7       | إيلتشو ناوموسكي   | مقدونيا | 3       |
| 7       | غوسي سيدلوسكي     | مقدونيا | 3       |
| 7       | داريو سرنا        | كرواتيا | 3       |
| 7       | دميتري سيتشيف     | روسيا   | 3       |

2 الأهداف
- كرواتيا: نيكو كرانيتشار
- إنجلترا: جيرمين ديفو، واين روني، شون رايت فيليبس
- إستونيا: رايو بييرويا
- إسرائيل: إيليانوف باردا، يوسي بنايون، أوميت بن شوشان، بن سحر، توتو تاموز
- مقدونيا: Goran Maznov، غوران بانديف
- روسيا: فلاديمير بيستروف، رومان بافليوتشينكو

1 هدف
- أندورا: خولي فرنانديز، Fernando Silva
- كرواتيا: بوسكو بالابان، إيفان كلاسنيتش، لوكا مودريتش، إيفيكا أوليتش، إيفان راكيتيتش
- إنجلترا: جو كول، ريو فرديناند، فرانك لامبارد، ديفيد نوغينت، ميكاه ريتشاردز
- إستونيا: جويل ليندبر، أندريس أوبر، ايندريك زيلينسكي
- إسرائيل: شيمون كيرشون، عمر غولان، أدان تال، Barak Yitzhaki
- مقدونيا: نيكولتشي نوفيسكي، أكو ستويكوف
- روسيا: فاسيلي بيريزوتسكي، دينييار بيلياليتدينوف، بافل بوغريبنياك

Own goals
- إنجلترا: غاري نيفيل (for  كرواتيا)
- إستونيا: Taavi Rähn (for  إنجلترا)

## وصلات خارجية
- UEFA web site